# مذبحة بنجارا
مذبحة بنجارا، وتُعرف أيضًا بمعركة بنجارا، هي هجوم حدث عام 1834 في بنجارا في أستراليا الغربية على عدد غير مؤكد من الرجال والنساء والأطفال من شعب بنجارب نونغار من قبل كتيبة مؤلفة من 25 جندي وشرطي ومستوطن بما في ذلك -وبقيادة- الحاكم جيمس ستيرلنغ. يُقدر ستيرلنغ عدد البنجارب الذين شُن عليهم الهجوم بحوالي 60 أو 70 بينما قدر جون رو، الذي اشترك في الهجوم، العدد بين 70 و80 شخص وهو ما يوافق تقريبًا تقدير شاهد عيان غير لم يُعرف عن نفسه بسبعين شخصًا.
على الجانب المهاجم، قُتل النقيب إليس وأصيب العريف هيفرون. على العكس من ذلك، في الطرف المدافع قُتل عدد غير مؤكد من رجال ونساء وأطفال شعب بنجارب. بينما حدد ستيرلنغ عدد المقتولين من شعب بنجارب بحدود 15 ذكر، قدر رو العدد بين 15 و20 وقدر شاهد عيان غير معروف العدد ما بين 25 و30 قتيل بما في ذلك امرأة واحدة وعدد من الأطفال ومن المحتمل أن يكون العدد أكبر من ذلك للرجال الذين قتلوا في النهر ورميت جثثهم لتعوم مع التيار. لا يُعرف عدد الإصابات في شعب بنجارب وكذلك الأمر بالنسبة للوفيات نتيجة الإصابات خلال الهجوم.
كانت مذبحة بنجارا ذروة ارتفاع التوتر والعنف بين المستوطنين الأوروبيين وشعب بنجارب. بعيدًا عن تهديد ستيرلنغ بقتل 80% من سكان نونغار في الجنوب الغربي (الذي يعادل الإبادة الجماعية) بقي شعب بنجارب يقاوم، إذ بقي بعضهم يقاوم بينما سعى آخرون للسلام.
رغم أن نتائج الهجوم كانت كارثية على شعب بنجارب، إذ مكنت المجموعات المحيطة من استغلال ضعف شعب بنجارب الذي كان قويًا فيما سبق، يُعد البنجارب حاليًا أمناء وممثلين أقوياء لثقافتهم.

## خلفية
علق روبرت مينلي ليون على حقيقة أن بعض الجنود من تسمانيا كانوا يطلقون النار على السكان الأصليين كما لو أنهم يطلقون النار على كنغر، وأن السكان الأصليين ردوا بهجوم مضاد على المستوطنين قُتل فيه هوف نيسبيت، وهو خادم توماس بيل وجُرح إدوار بارون. أشعل النقيب فريدريك إيروين، الحاكم في غياب ستيرلنغ، الموقف إذ تبنى الموقف العسكري لسحق تلك المجموعات الحربية وإعادتها إلى حالة من الخضوع.
«كان ذلك الموقف القاسي والمتعجرف هو ما فصل إيروين عن كتلة المستوطنين على نهر سوان وما حدا بهم إلى إحراق دمية على شكله عشية مغادرته. كانت رؤيته لمشكلة الحدود ضيقة وصارمة، وقد يُعزى جزء من اللوم في مذبحة بنجارا على إيروين وإدارته غير المتعاطفة مع شؤون السكان الأصليين خلال غياب جيمس ستيرلنغ».
كان الحاكم ستيرلنغ يزور المرفأ البحري في ألباني الذي يبعد 400 كيلومتر وسبب الطقس السيئ بتأخير عودته حتى سبتمبر. استجابةً إلى نداءات المستوطنين في بنجارا لحمايتهم من العنف المتزايد من شعب بنجارب نونغار بقيادة كاليوت، نظم ستيرلنغ قوة مسلحة من الشرطة والحطابين والجنود السابقين. كانت مهمتهم حماية المستوطنين وحراسة حَمَلة البريد من السكان الأصليين ومواجهة البنجارب على نهر موراي. سُحبت حامية صغيرة من داندالوب خوفًا من أعمال انتقامية من السكان الأصليين بعد أن أطلقت هذه الحامية النار على السكان الأصليين.
كانت لقبيلة بنجارب سمعة بين قبائل السكان الأصليين الأخرى لعنفهم وهجماتهم على السكان الأصليين والمستوطنين. قد يكون دافع قبيلة بنجارب للهجوم على المستوطنين المحليين جزءًا من محاولة توطيد سلطتهم بين القبائل الأخرى واستغلال الانقلاب السياسي الذي أحدثه وصول المستوطنين البريطانيين وموت عدد من الواجوك الأصليين في بيرث. كان ستيرلنغ وآخرون، استنادًا لتجربة العشائر الإسكتلندية والهنود الأمريكيين الأصليين في أمريكا الشمالية، خائفين من تحالف محتمل بين البنجارب وشعب الواجوك في ويب في الجزء الأعلى من نهر سوان، وسعوا إلى منع هذا التحالف من خلال الهجوم على شعوب السكان الأصليين في الجنوب. كان هجوم ستيرلنغ على بنجارا محددًا للعقاب الجماعي للبنجارب لهجماتهم السابقة الإفرادية ولإعادة تأسيس الثكنات في الطريق نحو الجنوب وتمكين توماس بيل من جذب المستوطنين إلى أراضيه في ماندورا. حدث هذا بعد الفشل السابق للمساح العام سبتيموس رو والراعي توماس بيل اللذان قادا حملة إلى المنطقة بهدف تعزيز الأمن والتفاوض بشأن التعايش السلمي. أراد ستيرلنغ فعلًا حاسمًا ينهي الهجمات مرة واحدة وإلى الأبد.

## التحضيرات
أراد ستيرلنغ البدء في السابع عشر من أكتوبر، إلا أن رجلًا من موراي شوهد في بيرث واعتُقد أنه جاسوس للكاليوت وعليه تأخرت الحملة أسبوعًا آخر.
في صباح السبت الخامس والعشرين من أكتوبر، غادر ستيرلنغ ورو بيرث متجهين جنوبًا إلى بريستون فيري، منتظرين هناك المساح العام سميث والعريف يوليوس ديلميغ اللذين أحضرا إمدادات إلى الجنوب بالقارب من بيرث. حُمِّلت الأحصنة الاحتياطية من العبارة مع الإمدادات وانطلقت المجموعة إلى هاميلتون هيل متجنبةً فيرمانتيل شرقًا. انضم إليهم هناك النقيب إليس وخمسة من الشرطة المسلحين والمراقب ريتشارد ميرز وابنه سيمور. اتجهوا بعد ذلك جنوبًا نحو أراضي توماس بيل وهناك انضم إليهم السيد بيل واثنان آخرين. في صبيحة السابع والعشرين من أكتوبر، وصل عشرة جنود من الفوج الواحد والعشرين وعريفان وجنديان من الدرجة الثانية إلى منزل توماس بيل للانضمام إلى المجموعة. وُزعت الذخيرة على المجموعة في السابع والشعرين من أكتوبر عام 1834 وزُودا بمؤونة تكفيهم لعدة أسابيع، إذ كان يتعين على الجنود البقاء في بنجارا وإنشاء الحامية المخطط إنشاؤها هناك. غادروا مزرعة بيل وعبروا نهر سربنتين واتجهوا إلى دلتا موراي حيث اكتُشفت آثار مجموعة كبيرة من رجال ونساء وأطفال السكان الأصليين متجهة إلى بنجارا. في عصر ذلك اليوم، خيموا في جينجانوك على بعد 16 كيلومتر من مصب نهر موراي حتى يتمكنوا من بداية الهجوم في الصباح الباكر إذ توقعوا أن تكون مجموعة السكان الأصليين أقل استعدادًا في ذلك الوقت.

## المذبحة
استفاقت المجموعة قبل ساعتين من الشروق في الثامن والعشرين من أكتوبر وتناولوا فطورهم في الظلام. عند الثامنة صباحًا، وصلت المجموعة إلى موراي حيث كان النهر بعرض 30 مترًا. تقدمت المجموعة، بين ضفاف الطمي الأحمر شديد الانحدار، شمالًا لعبور غدير أوكلي عند الساعة 8:35. اقترب بيل على طول الضفة الغربية للنهر وعاد ليخبر المجموعة بوجود مستوطنة مؤلفة من عشرين مسكن مشيدة من لحاء الأشجار بصورة مؤقتة عند منعطف النهر. أصبح الطقس كارثيًا، وبدأت تمطر بقوة عندما هاجم النقيب إليس والسيد نوركوت وثلاثة من الشرطة من جهة الجنوب.
جمع السكان الأصليون رماحهم وأقواس الإطلاق وهربت النساء والأطفال باتجاه النهر حيث كان النقيب ستيرلنغ والنقيب ميرز و12 رجلًا آخر ينتظرونهم في مخبأ. دخل إليس سريعًا في عراك مع أحد النونغار وصوب نوركوت، عندما ميّز شخصًا مثيرًا للمتاعب يُدعى نونار، ببندقيته مزدوجة المساورة مُرديًا الضحية الأولى. قتل خمسة أو أكثر من السكان الأصليين في الغارة الأولى وتحولت بقية المجموعة من السكان الأصليين للركض باتجاه النهر عازمين على العبور والتفرق في التلال. قُتلت إحدى أكبر نساء القبيلة، وتُدعى تيلاك، وكان معها طفلة بعمر أربع سنوات بدأت بالصراخ بشدة. أطلق النار بعد ذلك على 13 امرأة وطفل على الأقل. قالت ديسي م. بيتس، الكاتبة في الصحيفة المحلية ذا ويسترن ميل، في الخامس والعشرين من أغسطس عام 1925 إن المجموعة تجنبت قتل النساء والأطفال، واحتجزوهم خلال القتال، وأطلق سراحهم بعد ذلك، وعندما أدرك الرجال ذلك صرخوا أنهم من الجنس الآخر. هناك تقارير متضاربة حول ما إذا كانت النساء والأطفال قد أطلق عليهم النار وقُتلوا، إذ يدعي سكان أصليون وغير أصليون أن هذا حدث بالفعل.
تصرف ستيرلنغ بعد سماعه الطلقات بسرعة. أرسل رو مع أربعة آخرين لمنع المجموعة من الهروب جنوبًا وحماية قطيع الاحصنة الموجود عند مخاضة النهر. اصطف الحاكم و14 رجل آخر وكمنوا للنونغار الذين عبروا النهر. أسقِط إليس عن حصانه ولكن نوركوت استمر بدفع المجموعة نحو النهر حيث ألقي القبض عليهم تحت وابل من نيران البنادق. وفرت المنحدرات التي غمرتها الفيضانات للرجال والنساء والأطفال غطاءً صغيرًا بينما كانوا يحاولون الاختباء خلف قطع الأشجار والأجمات الموجودة هناك. نزل بعض منهم إلى المياه حابسين أنفاسهم إلى أطول وقت ممكن. حاول بعضهم العوم باتجاه مجرى النهر خارج نطاق النيران، لكن المياه كانت ضحلة للغاية بحيث لم تمكنهم من الهرب. أطلق عليهم النار أيضًا. سجلت مجلة رو «حاول عدد قليل جدًا من الجرحى الهرب». أطلق الجنود النار عشوائياً على أولئك الذين وقعوا في الكمين، وعندما قُتلوا جميعًا، شنت القوة مطاردةً للآخرين الذين فروا شمالًا إلى الأدغال. بحلول الساعة 10:05 صباحًا انتهى الأمر، وبسبب الحالة الخطيرة لاثنين من الجرحى البريطانيين، قرر ستيرلنغ العودة فورًا إلى ماندورا.